# European Film Awards 2016
La cerimonia di premiazione della 29ª edizione degli European Film Awards si è svolta il 10 dicembre 2016 a Breslavia.

## Vincitori e candidati
I vincitori sono indicati in grassetto, a seguire gli altri candidati.
 Miglior film 
- Vi presento Toni Erdmann (Toni Erdmann), regia di Maren Ade ( Germania/ Austria)
- Elle, regia di Paul Verhoeven ( Francia/ Germania)
- Io, Daniel Blake (I, Daniel Blake), regia di Ken Loach ( Regno Unito/ Francia)
- Julieta, regia di Pedro Almodóvar ( Spagna)
- Room, regia di Lenny Abrahamson ( Irlanda/ Canada)

 Miglior commedia 
- Mr. Ove (En man som heter Ove), regia di Hannes Holm ( Svezia/ Norvegia)
- In viaggio con Jacqueline (La vache), regia di Mohamed Hamidi ( Francia)
- Lui è tornato (Er ist wieder da), regia di David Wnendt ( Germania)

 Miglior regista 
- Maren Ade - Vi presento Toni Erdmann (Toni Erdmann)
- Paul Verhoeven - Elle
- Cristian Mungiu - Un padre, una figlia (Bacalaureat)
- Ken Loach - Io, Daniel Blake (I, Daniel Blake)
- Pedro Almodóvar - Julieta

 Miglior attrice 
- Sandra Hüller - Vi presento Toni Erdmann (Toni Erdmann)
- Valeria Bruni Tedeschi - La pazza gioia
- Trine Dyrholm - La comune (Kollektivet)
- Isabelle Huppert - Elle
- Emma Suárez - Julieta
- Adriana Ugarte - Julieta

 Miglior attore 
- Peter Simonischek - Vi presento Toni Erdmann (Toni Erdmann)
- Javier Cámara - Truman - Un vero amico è per sempre (Truman)
- Hugh Grant - Florence (Florence Foster Jenkins)
- Dave Johns - Io, Daniel Blake (I, Daniel Blake)
- Burghart Klaußner - Lo Stato contro Fritz Bauer (Der Staat gegen Fritz Bauer)
- Rolf Lassgård - Mr. Ove (En man som heter Ove)

 Miglior sceneggiatura 
- Maren Ade - Vi presento Toni Erdmann (Toni Erdmann)
- Cristian Mungiu - Un padre, una figlia (Bacalaureat)
- Paul Laverty - Io, Daniel Blake (I, Daniel Blake)
- Emma Donoghue - Room
- Tomasz Wasilewski - Le donne e il desiderio (Zjednoczone Stany Miłości)

 Miglior fotografia 
- Camilla Hjelm Knudsen - Land of Mine - Sotto la sabbia (Under Sandet)

 Miglior montaggio 
- Anne Østerud e Janus Billeskov Jansen - La comune (Kollektivet)

 Miglior scenografia 
- Alice Normington - Suffragette

 Migliori costumi 
- Stefanie Bieker - Land of Mine - Sotto la sabbia (Under Sandet)

 Miglior trucco 
- Barbara Kreuzer - Land of Mine - Sotto la sabbia (Under Sandet)

 Miglior colonna sonora 
- Ilya Demutsky - Parola di Dio ((M)uchenik)

 Miglior rivelazione 
- La vera storia di Olli Mäki (Hymyilevä mies), regia di Juho Kuosmanen  (Finlandia/Germania/Svezia)
- Câini, regia di Bogdan Mirica  (Romania/Francia/Bulgaria/Qatar)
- Liebmann, regia di Jules Herrmann  (Germania)
- Sufat chol, regia di Elite Zexer  (Israele/Francia)
- Žažda, regia di Svetla Cocorkova  (Bulgaria)

 Miglior sonoro 
- Radosław Ochnio - 11 minut

 Miglior documentario 
- Fuocoammare, regia di Gianfranco Rosi  (Italia/Francia)
- 21 x Nowy Jork, regia di Piotr Stasik  (Polonia)
- A Family Affair, regia di Tom Fassaert  (Belgio/Paesi Bassi)
- Mr. Gaga, regia di Tomer Heymann  (Israele/Svezia/Germania/Paesi Bassi)
- S Is for Stanley - Trent'anni dietro al volante per Stanley Kubrick, regia di Alex Infascelli  (Italia)
- The Land of the Enlightened, regia di Pieter-Jan de Pue  (Belgio/Irlanda/Paesi Bassi/Germania)

 Miglior film d'animazione 
- La mia vita da Zucchina (Ma vie de Courgette), regia di Claude Barras  ( Svizzera/ Francia)
- Psiconautas, los niños olvidados, regia di Alberto Vázquez e Pedro Rivero  ( Spagna)
- La tartaruga rossa (La tortue rouge), regia di Michaël Dudok de Wit  ( Francia/ Belgio)

 Miglior cortometraggio 
- 9 Days From My Window in Aleppo, regia di Issa Touma, Thomas Vroege e Floor van der Meulen  (Paesi Bassi)
- 90 grad nord, regia di Detsky Graffam  (Paesi BassiGermania)
- A Man Returned, regia di Mahdi Fleifel  (Regno Unito/Danimarca/Paesi Bassi)
- Amalimbo, regia di Juan Pablo Libossart  (Svezia/Estonia)
- Edmond, regia di Nina Gantz  (Regno Unito)
- Home, regia di Daniel Mulloy  (Kosovo/Regno Unito)
- Yo no soy de aquì, regia di Maite Alberdi e Giedrė Žickytė  (Danimarca/Cile/Lituania)
- In The Distance, regia di Florian Grolig  (Germania)
- Limbo, regia di Konstantina Kotzamani  (Francia/Grecia)
- Shooting star, regia di Lyubo Yonchev  (Bulgaria/Italia)
- Small Talk, regia di Even Hafnor e Lisa Brooke Hansen  (Norvegia)
- L'immense retour (Romance), regia di Manon Coubia  (Francia/Belgio)
- El adios, regia di Clara Roquet  (Spagna)
- Le mur, regia di Samuel Lampaert  (Belgio)
- Tout le monde aime le bord de la mer, regia di Keina Espiñeira  (Spagna)

 European University Film Award 
- Io, Daniel Blake (I, Daniel Blake), regia di Ken Loach  (Regno Unito/Francia)
- Fuocoammare, regia di Gianfranco Rosi  (Italia/Francia)
- Un padre, una figlia (Bacalaureat), regia di Cristian Mungiu  (Romania/Francia/Belgio)
- Io, Daniel Blake (I, Daniel Blake), regia di Ken Loach  (Regno Unito/Francia)
- La vera storia di Olli Mäki (Hymyilevä mies), regia di Juho Kuosmanen  (Finlandia/Germania/Svezia)
- Vi presento Toni Erdmann (Toni Erdmann), regia di Maren Ade  (Germania/Austria)

 Premio del pubblico 
- Ciało, regia di Małgorzata Szumowska  (Polonia)
- Mr. Ove (En man som heter Ove), regia di Hannes Holm  (Svezia/Norvegia)
- A War (Krigen), regia di Tobias Lindholm  (Danimarca)
- Aferim!, regia di Radu Jude  (Romania/Bulgaria/Repubblica Ceca)
- Fuocoammare, regia di Gianfranco Rosi  (Italia/Francia)
- Julieta, regia di Pedro Almodóvar  (Spagna)
- Mustang, regia di Deniz Gamze Ergüven  (Francia/Germania/Turchia)
- Spectre, regia di Sam Mendes  (Regno Unito)
- Dio esiste e vive a Bruxelles (Le tout nouveau testament), regia di Jaco Van Dormael  (Belgio/Francia/Lussemburgo)
- The Danish Girl, regia di Tom Hooper   (Regno Unito)
- Sole alto (Zvizdan), regia di Dalibor Matanić  (Croazia/Slovenia/Serbia)
- The Lobster, regia di Yorgos Lanthimos  (Regno Unito/Irlanda/Grecia/Francia/Paesi Bassi)

 Young Audience Award 
- Jamais contente, regia di Emilie Deleuze (Francia)
- Pojkarna, regia di Alexandra-Therese Keining (Svezia/Finlandia)
- Rauf, regia di Soner Caner e Baris Kaya (Turchia)

 Premio alla carriera 
- Jean-Claude Carrière

 Premio onorario del Presidente dell'European Film Award e del Consiglio 
- Andrzej Wajda

 Miglior contributo europeo al cinema mondiale 
- Pierce Brosnan

 Miglior co-produttore europeo 
- Leontine Petit